# 森田次夫

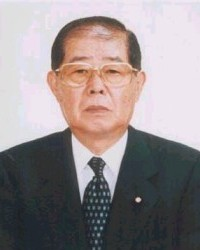
森田次夫

森田 次夫（もりた つぐお、1937年4月11日 - 2020年4月2日）は、日本の政治家、元参議院議員（1期）。

## 来歴
東京都出身。1956年東京都立第四商業高等学校卒。1957年日本遺族会に入り、同事務局長を経て、1994年専務理事になる。1998年の第18回参議院議員通常選挙で自民党から比例区に立候補して当選。2000年日本遺族会副会長に就任。2002年の第1次小泉第1次改造内閣で厚生労働政務官に就任。2004年の第20回参議院議員通常選挙に立候補せず政界から引退。2006年に靖国神社総代に就任。
2012年から日本遺族会の会長代行を務めた。
2020年4月2日、膵臓がんのため、東京都内で死去。82歳没。